# チャールズ・ウィンター
チャールズ・エドウィン・ウィンター(英語: Charles Edwin Winter, 1870年9月13日 - 1948年4月22日) は、アメリカ合衆国・アイオワ州出身の弁護士、裁判官、作家、政治家。ワイオミング州選出のアメリカ合衆国下院議員(通算3期)。共和党員。

## 経歴・人物
アイオワ州・マスカティンで生まれたウィンターは、マウント・プレザントの公立学校を卒業後、1892年にリンカーンのネブラスカ・ウェズリアン大学を卒業した。1895年に司法試験に合格し、ネブラスカ州オマハで弁護士としての活動を開始した。
1902年にワイオミング州に移住。1908年には共和党全国大会の代議員を務め、1913年から1919年までワイオミング州第6司法区の判事を務めた。
1922年アメリカ下院議員選挙で、ワイオミング州全州選挙区で連続当選し続けていたフランク・モンデルが上院議員への鞍替え立候補を表明。モンデルの後を継ぐ形でウィンターが共和党から下院議員選挙に出馬し、当選を果たした。以後、3期連続当選を果たし、1928年選挙で上院議員へ鞍替え出馬を行うが、落選。奇しくもモンデルと同じ道を辿ることとなった。
1932年、プエルトリコの司法長官に就任し、一時プエルトリコ知事代理も務めた。その後、弁護士として活動を再開させ、1948年4月22日、ワイオミング州キャスパーで死去した。

### 作家として
1903年の夏、ウィンターは「ワイオミング」という一遍の詩を詠んだ。地元紙「グランド・エンキャンプメント・ヘラルド」の記者アール・クレメンスは、ウインターのこの詩に曲をつけ発表。この歌は州の公式な場でしばしば歌われるようになり、1955年に「ワイオミング」は正式な州歌として採用された。
ウインターは何作もの西部劇小説を執筆した。野営地の銅ラッシュの中で探鉱者の道を諦めたカウボーイを描いた『Grandon of Sierra』(1907年)や、西部の少年と女教師とのラブロマンスを描いた『Ben Warman』(1917年)などが代表作である。『Ben Warman』は1920年に『Dangerous Love』という題名で映画化されている。